# Don Moye
Don Moye (* 23. května 1946) je americký jazzový bubeník a perkusionista. Jeho otec hrál na bicí a strýc byl saxofonista; on sám v dětství hrál na housle a zpíval v kostelním sboru. Později studoval hru na perkuse na Wayne State University v Detroitu a od roku 1969 vystupoval se skupinou Art Ensemble of Chicago. Během své kariéry spolupracoval s mnoha dalšími hudebníky, mezi které patří například Hamiet Bluiett, Chico Freeman, Don Pullen nebo Randy Weston a vydal také několik alb pod svým jménem.